# DDR-Meisterschaften im Boxen 1976

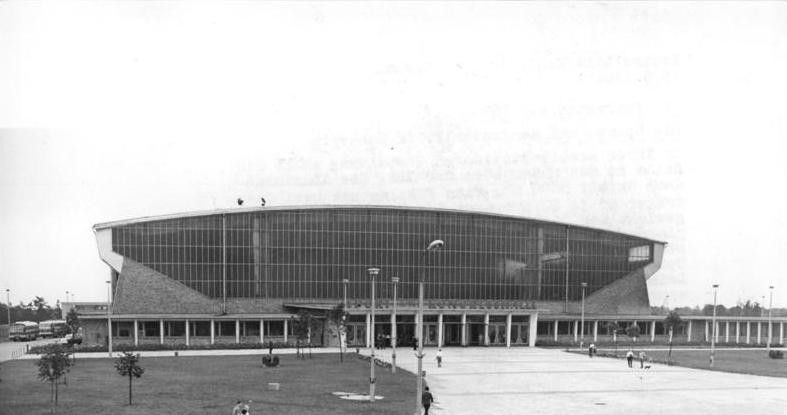
Austragungsort der DDR-Meisterschaften im Boxen 1976

Die DDR-Meisterschaften im Boxen wurden 1976 zum 28. Mal ausgetragen und fanden vom 23. bis 27. März in der Schweriner Sport- und Kongresshalle statt. An den Titelkämpfen nahmen 108 Boxer teil, die in elf Gewichtsklassen die Meister ermittelten. Der ASK Vorwärts Frankfurt/O. war mit vier Titeln der erfolgreichste Verein dieser Meisterschaft. Mit Dietmar Geilich, Klaus Gertenbach, Ulrich Beyer, Bernd Wittenburg, Ottomar Sachse und Jürgen Fanghänel konnten sechs Boxer ihren Titel aus dem Vorjahr verteidigen. Stefan Förster kam diesmal eine Gewichtsklasse tiefer zu Titelehren.

## Endergebnisse
| Gewichtsklasse                  | Gold                                           | Silber                                   | Bronze                                | Bronze                                      |
| Halbfliegengewicht (bis 48 kg)  | Dietmar Geilich ASK Vorwärts Frankfurt/O.      | Jürgen Schultz SC Traktor Schwerin       | Eberhard Pieper SC Traktor Schwerin   | Seiler SC Chemie Halle                      |
| Fliegengewicht (bis 51 kg)      | Klaus Gertenbach TSC Berlin                    | Rüdiger Rentsch SG Wismut Gera           | Peter SC Chemie Halle                 | Jürgen Bonke SC Traktor Schwerin            |
| Bantamgewicht (bis 54 kg)       | Stefan Förster SG Wismut Gera                  | Toni David SC Traktor Schwerin           | Reiner Langer TSC Berlin              | Günter Grabbe SC Chemie Halle               |
| Federgewicht (bis 57 kg)        | Richard Nowakowski SC Traktor Schwerin         | Christian Zornow SC Traktor Schwerin     | Jochen Rocke TSC Berlin               | Dieter Mika SC Chemie Halle                 |
| Leichtgewicht (bis 60 kg)       | Frank Kraus ASK Vorwärts Frankfurt/O.          | Dietmar Werner ASK Vorwärts Frankfurt/O. | Harold Wysniewski SC Traktor Schwerin | Hoffmann ASK Vorwärts Frankfurt/O.          |
| Halbweltergewicht (bis 63,5 kg) | Ulrich Beyer ASK Vorwärts Frankfurt/O.         | Volker Petznick SC Traktor Schwerin      | Kruse SC Traktor Schwerin             | Dieter Jacob SG Wismut Gera                 |
| Weltergewicht (bis 67 kg)       | Jochen Bachfeld SC Traktor Schwerin            | Peter Spilski SC Dynamo Berlin           | Uwe Franz SC Cottbus                  | Karl-Heinz Krüger ASK Vorwärts Frankfurt/O. |
| Halbmittelgewicht (bis 71 kg)   | Günther Rostankowski ASK Vorwärts Frankfurt/O. | Detlef Straßburg SC Chemie Halle         | Holger Klotzsch BSG Stahl Hennigsdorf | Rudi Ködelpeter SG Wismut Gera              |
| Mittelgewicht (bis 75 kg)       | Bernd Wittenburg SC Dynamo Berlin              | Herbert Bauch TSC Berlin                 | Raudszus SG Wismut Gera               | Klaus Werner SG Wismut Gera                 |
| Halbschwergewicht (bis 81 kg)   | Ottomar Sachse SC Chemie Halle                 | Eckhard Hadler SC Traktor Schwerin       | Gerd Sachse SG Wismut Gera            | Dieter Jende TSC Berlin                     |
| Schwergewicht (über 81 kg)      | Jürgen Fanghänel SG Wismut Gera                | Dietmar Mayer SC Chemie Halle            | Claus SG Wismut Gera                  | Reinhold Meissner SC Traktor Schwerin       |

## Medaillenspiegel
| Platz | Verein | Verein                    | Gold | Silber | Bronze | Total |
| ----- | ------ | ------------------------- | ---- | ------ | ------ | ----- |
| 1     |        | ASK Vorwärts Frankfurt/O. | 4    | 1      | 2      | 7     |
| 2     |        | SC Traktor Schwerin       | 2    | 5      | 5      | 120   |
| 3     |        | SG Wismut Gera            | 2    | 1      | 6      | 9     |
| 4     |        | SC Chemie Halle           | 1    | 2      | 4      | 7     |
| 5     |        | TSC Berlin                | 1    | 1      | 3      | 5     |
| 6     |        | SC Dynamo Berlin          | 1    | 1      | –      | 2     |
| 7     |        | SC Cottbus                | –    | –      | 1      | 1     |
| 7     |        | BSG Stahl Hennigsdorf     | –    | –      | 1      | 1     |
|       | Total  | Total                     | 11   | 11     | 22     | 44    |